# 日向夏ポスト

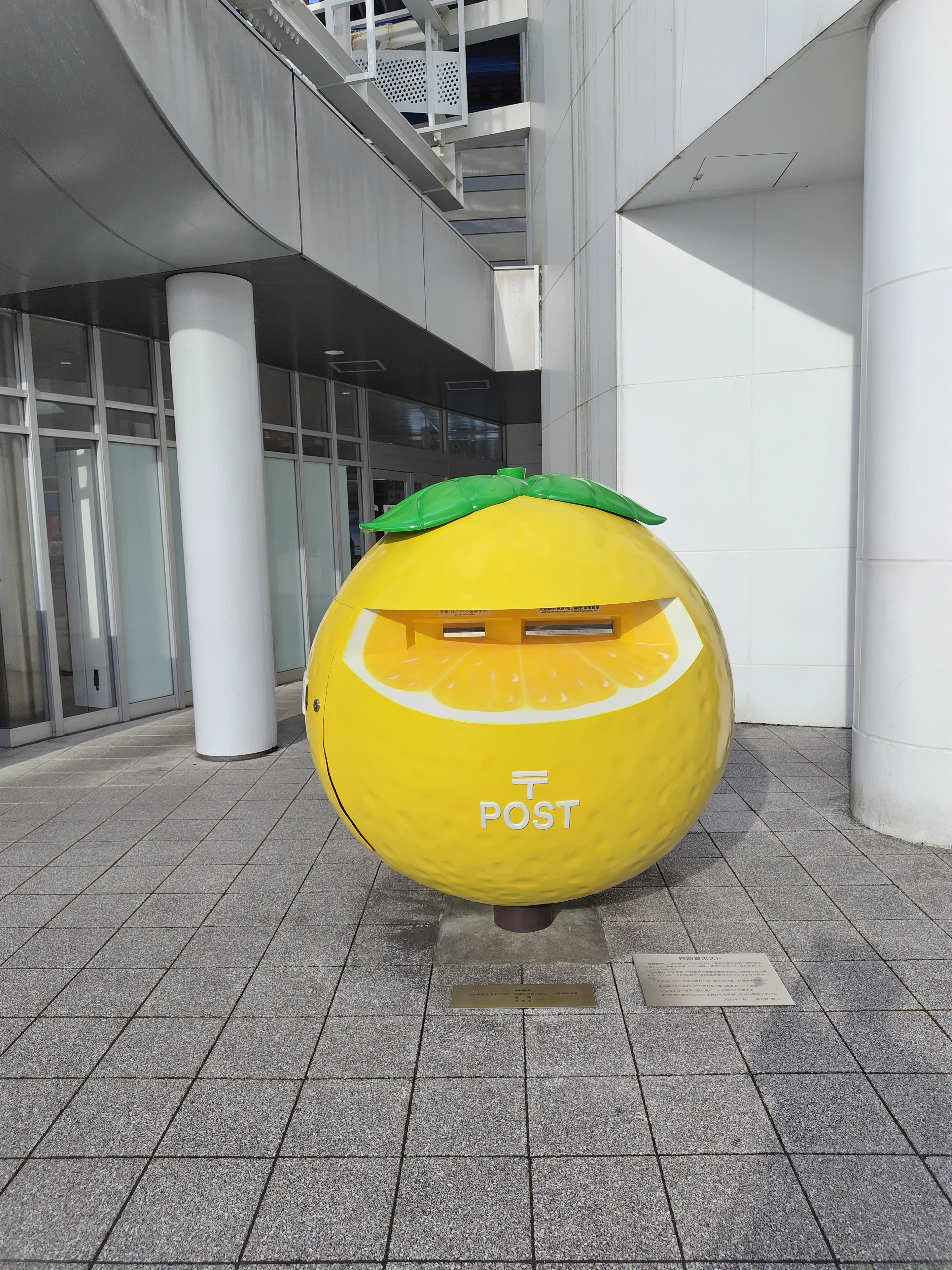
日向夏ポスト

日向夏ポスト（ひゅうがなつポスト）は、宮崎県宮崎市のJR宮崎駅前にある、宮崎特産のヒュウガナツ（日向夏）をかたどった郵便ポストである。

## 設置の経緯
宮崎駅高千穂口（西口）には、再開発事業により2020年秋に複合商業施設「アミュプラザみやざき」が開業した。宮崎交通と九州旅客鉄道（JR九州）は宮崎県経済農業協同組合連合会（JA宮崎経済連）と協力し、発見から200年を迎えた日向夏をモチーフにした郵便ポストを制作。県を通じて日本郵便に寄贈した。アミュプラザに面した高千穂口駅前広場に設置されたポストは高さ170cm・直径-150cm、鮮やかな黄色の球状の繊維強化プラスチック製で、投函口部分は果肉に切り込みを入れたようなデザインになっている。ポストの足元には、当時宮崎市在住であった歌人俵万智の歌を刻んだプレートが設置された。2020年11月19日に行われた除幕式には宮崎県知事の河野俊嗣、日本郵便九州支社長の出西信治、JA宮崎経済連代表理事会長の坂下栄次、JR九州代表取締役社長青柳俊彦、宮崎交通代表取締役会長菊池克賴らが出席。県のシンボルキャラクターの「みやざき犬」も登場した。河野知事は投函第1号として家族にあてた手紙を差し出し、「ここから宮崎の元気が広がっていけば」とスピーチした。県特産の日向夏のイメージアップや、写真撮影や待ち合わせスポットとしての活用が期待される。

## ラジオCM
市内の宮崎和知川原郵便局の局員が番組のコーナーで日向夏ポストのエピソードを話したことをきっかけに、TOKYO FM系列の『日本郵便 SUNDAY'S POST』内でこのポストをイメージしたラジオCMが放送されている。入院中の祖母に「元気が出るポスト」からお見舞いの手紙を投函した少年が、のちに回復し退院した祖母とともに日向夏のポストを訪れ、共に喜び合うというストーリーである。